# Ławkowo
Ławkowo, także Ławków (lit. Laukuva) – miasteczko na Litwie, położone w okręgu tauroskim w rejonie szyłelskim, 16 km na południowy wschód od Twer, 998 mieszkańców (2001). Siedziba gminy Ławkowo. Znajduje się tu kościół, poczta, szkoła i stacja meteorologiczna.
Miasteczko znajduje się na skrzyżowaniu dróg Worny-Szweksznie, Kołtyniany-Twery i do Retowa.